# The Blood of Jesus
The Blood of Jesus is een Amerikaanse dramafilm uit 1941. De film werd in 1991 opgenomen in de National Film Registry. De film bevindt zich in het publiek domein.

## Rolverderling
| Acteur                | Personage      |
| --------------------- | -------------- |
| Spencer Williams      | Ras Jackson    |
| Juanita Riley         | Sister Jenkins |
| Reather Hardeman      | Sister Ellerby |
| Rogenia Goldthwaite   | engel          |
| James B. Jones        | Satan          |
| Frank H. McClennan    | Judas Green    |
| Eddie DeBase          | Rufus Brown    |
| Alva Fuller           | Luke Williams  |
| Samuel Lee Ellison Jr | gokker         |